# Тенге алу
Тенге алу — один из национальных казахских видов конного спорта. Целью игры является за короткое время собрать пять мешочков с деньгами на расстоянии 150 метров.
Участники игры делятся на две равные по количеству группы. Каждый по очереди катается на лошади.
Для начала проводится линия старта, откуда будет начинаться забег. Далее на расстояние 75 метров от стартовой линии располагается первый мешочек с деньгами, а остальные на расстояние 10-15 метров от предыдущего. Из двух групп выходит по одному участнику, и по сигналу ведущего лошади начинают бежать. Левой рукой спортсмен должен коснуться, поднять и выкинуть мешочек. За каждый мешок команде игрока присуждается по одному очку. Выигрывает команда, что набрала наибольшее количество очков. Эта игра развивает скорость, меткость и любовь к спорту в целом.

## Источник
- Сағындықов Е. С. / Қазақтың ұлттық ойындары. — Алматы: издательство «Рауан». ISBN 5-625-01063-3.